# HD 201901
“天田一”，即HD 201901，又名3 PsA（南鱼座三，但是今属显微镜座）、CD-2817178，SAO 190129、HR 8110，是一颗恒星，视星等为5.42，位于銀經19.06，銀緯-41.98，其B1900.0坐标为赤經21h 7m 21.6s，赤緯-28° -41.98′ 38″。